# Hošiminh
Mesto Hošiminh (vietnamsko Thành phố Hồ Chí Minh; severni [tʰàjŋ̟ fǒ hò cǐ mīŋ̟], južni [tʰàn fǒ hò cǐ mɨ̄n]), prej (in še vedno splošno) znan kot Sajgon (vietnamsko Sài Gòn; severni [sàj ɣɔ̀n], južni [ʂàj ɣɔ̀ŋ]) je največje mesto v Vietnamu s približno 9 milijoni prebivalcev leta 2019. Mesto leži v jugovzhodni regiji Vietnama, obkroža ga reka Saigon in obsega približno 2061 km².
Sajgon je bil glavno mesto Francoske Indokine od leta 1887 do 1902 in ponovno od leta 1945 do njenega prenehanja leta 1954. Po razdelitvi Francoske Indokine je postal glavno mesto Južnega Vietnama do padca Sajgona leta 1975. Komunistična vlada je leta 1975 preimenovala Sajgon v čast Hồ Chí Minha kmalu po padcu. Z začetkom v 1990-ih se je mesto hitro moderniziralo in širilo, kar je prispevalo k povojnemu gospodarskemu okrevanju Vietnama.
Znano je po dobro ohranjeni francoski kolonialni arhitekturi in živahnem uličnem življenju. Njegove raznolike kulturne ustanove, ki vključujejo zgodovinske znamenitosti, sprehajalne ulice, muzeje in galerije, vsako leto privabijo več kot 8 milijonov mednarodnih obiskovalcev.
Hošiminh je glavno središče financ, medijev, tehnologije, izobraževanja in transporta. Mesto ustvari skoraj četrtino celotnega BDP države in je dom številnih multinacionalnih podjetij. Mednarodno letališče Tân Sơn Nhất, glavno letališče v mestu, je najbolj obremenjeno letališče v državi s potniškim prometom, saj predstavlja skoraj polovico vseh mednarodnih prihodov v Vietnam.
Mesto Hošiminh ima indeks človekovega razvoja 0,795 (visok), kar je drugo mesto med vsemi občinami in provincami v Vietnamu.

## Etimologija
Prvotno je bilo na tem območju naselje Chamov, ki se je imenovalo Baigaur. Kambodžani so nato prevzeli vas Cham Baigaur in jo preimenovali v majhno ribiško vas Prey Nokor. Sčasoma se je pod nadzorom Vietnamcev uradno preimenovala v Gia Định (嘉定), ime, ki se je obdržalo do časa francoskega osvajanja v 1860-ih, ko je prevzelo ime Sài Gòn, zahodnjaško imenovano Saïgon, čeprav je bilo mesto še vedno označeno kot 嘉定 na vietnamskih zemljevidih, napisanih v chữ Hánu vsaj do leta 1891.
Sedanje ime Hošiminh je dobilo po ponovni združitvi leta 1976 v čast Ho Ši Minu. Še danes pa neformalno ime Sài Gòn ostaja v vsakodnevnem govoru. Vendar obstaja tehnična razlika med obema izrazoma: Sài Gòn se običajno uporablja za označevanje mestnega središča v okrožju 1 in sosednjih območij, medtem ko se mesto Hošiminh nanaša na vsa njegova mestna in podeželska okrožja.

### Sajgon
Etimologija Saigon (ali Sài Gòn v vietnamščini) je, da je Sài kitajsko-vietnamska beseda (chữ Hán: 柴), ki pomeni »drva, oklešček, vejice; palisada'«, medtem ko je Gòn beseda (chữ Hán: 棍; kitajščina -vietnamsko: Côn), kar pomeni »palica, drog, steblo« in katerega pomen se je v vietnamščini razvil v »bombaž« (bông gòn, dobesedno »vatirana palica«, tj. bombažna rastlina, nato skrajšano v gòn). To ime se lahko nanaša na številne rastline Bombax ceiba, ki so jih Kmeri posadili okoli Prey Nokorja in ki jih je še vedno mogoče videti v templju Cây Mai in okolici. Lahko se nanaša tudi na gost in visok gozd, ki je nekoč obstajal okoli mesta, gozd, na katerega se je nanašalo že kmersko ime Prey Nokor.
Druge predlagane etimologije vlečejo vzporednice iz Tai-Ngon (kitajsko: 堤岸), kantonskega imena Chợ Lớn, ki pomeni »nabrežje« (francosko quais) in vietnamskega Sai Côn, prevoda kmerskega plena Prey Nokor (kmersko ព្រៃនគរ). Prey pomeni gozd ali džungla, nokor pa je kmerska beseda sanskrtskega izvora, ki pomeni mesto ali kraljestvo – torej »gozdno mesto« ali »gozdno kraljestvo«.

### Hošiminh
Sedanje uradno ime, Thành phố Hồ Chí Minh, je bilo prvič razglašeno leta 1946 in kasneje sprejeto leta 1976. Skrajšano je TP.HCM in poslovenjeno kot Hošiminh, skrajšano kot HCMC in v francoščini kot Hô -Chi-Minh-Ville (cirkumfleks je včasih izpuščen), skrajšano kot HCMV. Ime spominja na Ho Ši Minha, prvega voditelja Severnega Vietnama. To ime, čeprav ni bilo njegovo ime, je bilo tisto, ki mu je bilo v poznejših letih naklonjeno. Združuje običajni vietnamski priimek (Hồ, 胡) z osebnim imenom, ki pomeni »razsvetljena volja« (iz kitajsko-vietnamskega 志明; Chí pomeni volja ali duh, Minh pa pomeni luč), v bistvu pomeni »prinašalec luči«. Danes se Sài Gòn običajno uporablja za označevanje osrednjih mestnih poslovnih okrožij, »mesto Prey Nokor« je dobro znano v kmerščini, medtem ko se »mesto Hồ Chí Minh« uporablja za označevanje celotnega mesta.

## Zgodovina
Pred vietnamsko naselitvijo v 17. stoletju je bilo mesto redko poseljeno območje, ki je bilo del zgodovinskih imperijev Funan, Chenla in Kambodža. S prihodom Vietnamcev je območje postalo bolj poseljeno in uradniki so začeli ustanavljati mesto od leta 1623 do 1698. Potem ko ga je zadnja vietnamska dinastija leta 1862 prepustila Francozom, je bilo sprejeto ime Sajgon in mesto je bilo podvrženo urbanizaciji, da bi postalo finančno središče v regiji.

### Zgodnja poselitev
Najzgodnejša naselbina na tem območju je bil tempelj Funan na lokaciji sedanjega budističnega templja Phụng Sơn, ustanovljen v 4. stoletju našega štetja. Kraljestvo Champa je na tem mestu v 11. stoletju ustanovilo naselje, imenovano Baigaur. Baigaur se je okoli leta 1145 preimenoval v Prey Nokor, ta je zrasel na mestu majhne ribiške vasice in gozdnega območja.
Prvi Vietnamci so prečkali morje, da bi popolnoma raziskali to deželo brez organizacije lordov Nguyễn. Po zaslugi poroke med princeso Nguyễn Phúc Ngọc Vạn – hčerko lorda Nguyễn Phúc Nguyêna – in kamboškim kraljem Cheyjem Chettho II. leta 1620 je odnos med Vietnamom in Kambodžo postal brez težav in prebivalci obeh držav so se lahko svobodno selili nazaj in naprej. Vietnamski naseljenci so se začeli seliti na območje Sajgona, Đồng Nai. Pred tem so tam živeli Funanci, Kmeri in Chami, razkropljeni od nekdaj.
Obdobje od 1623 do 1698 velja za obdobje nastanka kasnejšega Sajgona. Leta 1623 je Lord Nguyễn poslal misijo, da bi svojega zeta, kralja Cheya Chettha II., prosil, naj postavi postaje za zbiranje davkov v Prey Nokor (Sài Gòn) in Kas Krobei (Bến Nghé). Čeprav je bilo to zapuščeno območje džungle, je bilo na prometnih poteh med Vietnamom, Kambodžo in Siamom. Naslednja dva pomembna dogodka tega obdobja sta bila postavitev vojašnice in rezidence podkralja Ang Nona ter postavitev palače v Tân Mỹ (blizu današnjega križišča Cống Quỳnh–Nguyễn Trãi). Lahko rečemo, da je Sajgon nastal iz teh treh vladnih agencij.

### Vladavina dinastije Nguyễn
Leta 1679 je lord Nguyễn Phúc Tần dovolil skupini kitajskih beguncev iz dinastije Čing, da se naselijo v Mỹ Tho, Biên Hòa in Sajgon, da bi poiskali zatočišče. Leta 1698 so Nguyễn vladarji Huếja po morju poslali vietnamskega plemiča Nguyễn Hữu Cảnha, da vzpostavi vietnamske upravne strukture na tem območju, s čimer je območje ločil od Kambodže, ki ni bila dovolj močna za posredovanje. Pogosto mu pripisujejo zasluge za razširitev Sajgona v pomembno naselje. Leta 1788 je Nguyễn Ánh zavzel mesto in ga uporabil kot središče odpora proti Tây Sơnu. [29] Dve leti kasneje je Victor Olivier de Puymanel, eden od francoskih plačancev Nguyễn Ánha, zgradil veliko citadelo Vauban, imenovano Gia Định ali Thành Bát Quái ("Osem diagramov").
Citadelo je zavzel Lê Văn Khôi med svojim uporom 1833–35 proti cesarju Minh Mạngu. Po uporu je Minh Mạng ukazal, naj jo razgradijo in leta 1836 zgradijo novo citadelo, imenovano Phụng Thành. Leta 1859 so Francozi citadelo uničili po bitki pri Kỳ Hòa. Vietnamsko mesto, ki se je sprva imenovalo Gia Định, je v 18. stoletju postalo Sajgon.

### Francoska kolonialna doba
Mesto, ki je bilo leta 1862 s Sajgonsko pogodbo  predano Franciji, so Francozi načrtovali preoblikovati v veliko mesto za kolonizacijo. V poznem 19. in zgodnjem 20. stoletju se je začela gradnja različnih stavb v francoskem slogu, vključno z botaničnim vrtom, palačo Norodom, hotelom Continental, stolnico Notre-Dame in tržnico Bến Thành, med mnogimi drugimi. Aprila 1865 je bil v Sajgonu ustanovljen Gia Định Báo, ki je postal prvi časopis, ki je izhajal v Vietnamu. Med francosko kolonialno dobo je Sajgon postal znan kot »Biser Orienta« (Hòn ngọc Viễn Đông) ali »Pariz skrajnega Orienta«.
27. aprila 1931 je bila ustanovljena nova regija, imenovana Sajgon–Čolon, ki sta jo sestavljala Sajgon in Čolon; ime Cholon je bilo opuščeno, potem ko se je Južni Vietnam leta 1955 osamosvojil od Francije. S približno 256.000 leta 1930 se je prebivalstvo Sajgona leta 1950 povečalo na 1,2 milijona.
- Saigon v času francoske kolonialne dobe
- Obleganje Sajgona leta 1859 s strani francosko-španskih sil
- Francoski vojaki, nameščeni v vojašnici v Sajgonu leta 1930
- Japonski cesarski vojaki vstopajo v Sajgon leta 1941 med drugo svetovno vojno
- Sajgon gori po zračnih napadih s letalom pacifiške flote ZDA leta 1945

### Republika Vietnam
Leta 1949 je nekdanji cesar Bảo Đại Sajgon postavil za glavno mesto države Vietnam, sam pa je bil vodja države. Leta 1954 je Ženevski sporazum razdelil Vietnam vzdolž 17. vzporednika (reka Bến Hải), pri čemer je komunistični Việt Minh pod Ho Ši Minhom pridobil popoln nadzor nad severno polovico države, medtem ko je južna polovica pridobila neodvisnost od Francije. Država je uradno postala Republika Vietnam, ko je Bảo Đạija odstavil njegov premier Ngô Đình Diệm na referendumu leta 1955 s Sajgonom kot glavnim mestom. 22. oktobra 1956 je mesto dobilo uradno ime Đô Thành Sài Gòn (»glavno mesto Sajgon«). Po uveljavitvi odloka z dne 27. marca 1959 je bil Sajgon razdeljen na osem okrožij in 41 okrajev. Decembra 1966 sta bila dva oddelka iz stare občine An Khánh v Gia Địnhu oblikovana v okrožje 1, nato sta se kmalu kasneje odcepila in postala okrožje 9. Julija 1969 sta bili ustanovljeni okrožje 10 in 11, do leta 1975 pa je območje mesta sestavljalo enajst okrožij, Gia Định, okrožje Củ Chi (Hậu Nghĩa) in okrožje Phú Hòa (Bình Dương).
Sajgon je bil finančno, industrijsko in prometno središče Republike Vietnam. V poznih 1950-ih, ko so ZDA zagotovile skoraj 2 milijardi dolarjev pomoči Diệmovemu režimu, je gospodarstvo države pod kapitalizmom hitro raslo;  do leta 1960 je bila več kot polovica tovarn Južnega Vietnama v Sajgonu. Vendar pa je v začetku leta 1960 Sajgon doživel gospodarsko recesijo in visoko inflacijo, saj je bil popolnoma odvisen od pomoči ZDA in uvoza iz drugih držav. Zaradi vsesplošne urbanizacije, kjer je do leta 1970 število prebivalcev doseglo 3,3 milijona, je USAID mesto opisal kot spremenjeno »v ogromen slum«. Mesto je trpelo tudi zaradi »prostitutk, odvisnikov od mamil, skorumpiranih uradnikov, beračev, sirot in Američanov z denarjem«, po Stanleyju Karnowu pa je bilo »mesto črnega trga v največjem pomenu besede«.
28. aprila 1955 je vietnamska nacionalna vojska začela napad na vojaške sile Bình Xuyên v mestu. Bitka je trajala do maja, po ocenah pa je umrlo okoli 500 ljudi, približno 20.000 pa jih je ostalo brez strehe nad glavo. Ngô Đình Diệm se je kasneje obrnil proti drugim paravojaškim skupinam v Sajgonu, vključno z budističnim reformnim gibanjem Hòa Hảo. 11. junija 1963 se je budistični menih Thích Quảng Đức v mestu zažgal v znak protesta proti režimu Diệma. 1. novembra istega leta je bil Diệm umorjen v Sajgonu v uspešnem državnem udaru Dương Văn Minha.
Med ofenzivo Tet leta 1968 so komunistične sile sprožile neuspešen poskus zavzetja mesta. 30. aprila 1975 je bil Sajgon zavzet, s čimer se je končala vietnamska vojna z zmago Severnega Vietnama  in mesto je prešlo pod nadzor vietnamske ljudske armade.
- Sajgon v času Republike Vietnam
- Sedež podjetja StanVac (zdaj del Exxona) je primer vietnamske modernistične arhitekture, ki je v tem obdobju doživela razcvet
- Operna hiša v Sajgonu, kot je videti z ulice Tự Do (Liberty) leta 1967
- Ulični pogled na Sajgon leta 1968
- Veleposlaništvo ZDA v Sajgonu po napadu med ofenzivo Tet leta 1968

### Po vietnamski vojni in danes
Leta 1976, ob ustanovitvi enotne komunistične Socialistične republike Vietnam, so se mesto Sajgon (vključno z območjem Cholon), provinca Gia Ðịnh in dve primestni okrožji dveh drugih bližnjih provinc združili v Hošiminh, v čast pokojnega komunističnega voditelja Ho Ši Minha. Takrat je mesto pokrivalo površino 1295,5 kvadratnih kilometrov z osmimi okrožji in petimi podeželskimi okraji: Thủ Đức, Hóc Môn, Củ Chi, Bình Chánh in Nhà Bè. Od leta 1978 je bila upravna razdelitev v mestu večkrat spremenjena,  nazadnje leta 2020, ko so bila okrožje 2, okrožje 9 in okrožje Thủ Đức združena v občinsko mesto.
Danes je mesto Hošiminh skupaj z okoliškimi provincami opisano kot »proizvodno središče« Vietnama in »privlačno poslovno središče«. Glede na stroške je bilo uvrščeno na 111. mesto najdražjih velikih mest na svetu po raziskavi leta 2020 v 209 mestih. Kar zadeva mednarodno povezanost, je bilo mesto od leta 2020 razvrščeno kot Beta mesto s strani Globalization and World Cities Research Network.

## Geografija
Mesto Hošiminh leži v jugovzhodni regiji Vietnama, 1760 km južno od Hanoja. Povprečna višina je 5 m nad morsko gladino za središče mesta in 16 m za predmestja. Meji na provinci Tây Ninh in provinci Bình Dương na severu, na provinci Đồng Nai in provinci Bà Rịa–Vũng Tàu na vzhodu, na provinco Long An na zahodu, na provinco Tiền Giang in Južnokitajsko morje na jugu z obalo 15 km dolgo. Mesto pokriva površino 2.095 km² ali 0,63 % površine Vietnama), ki se razteza do okrožja Củ Chi (19 km od kamboške meje) in navzdol do Cần Giờ na Južnokitajskem morju. Razdalja od skrajne severne točke (komuna Phú Mỹ Hưng, okrožje Củ Chi) do najjužnejše (komuna Long Hòa, okrožje Cần Giờ) je 102 km, od skrajne vzhodne točke (oddelek Long Bình, okrožje devet) do najzahodnejšega (občina Bình Chánh, okrožje Bình Chánh) je 47 km. Zaradi svoje lege v delti reke Mekong je mesto obdano s plimovanjem, ki je bilo močno spremenjeno za kmetijstvo.

### Podnebje
Mesto ima tropsko podnebje, natančneje tropsko savano (Aw), z visoko povprečno vlažnostjo 78–82 %. Leto je razdeljeno na dva različna letna časa. Deževna sezona s povprečno količino padavin okoli 1800 mm letno (približno 150 deževnih dni na leto) običajno traja od maja do novembra. Sušno obdobje traja od decembra do aprila. Povprečna temperatura je 28 °C, z majhnimi spremembami skozi vse leto. Najvišja zabeležena temperatura je bila 40,0 °C aprila, medtem ko je bila najnižja zabeležena temperatura 13,8 °C  januarja. V povprečju ima mesto med 2400 in 2700 sončnih ur na leto.

### Poplave
Mesto Hošiminh velja za eno najbolj ranljivih mest za posledice podnebnih sprememb, zlasti poplav. Med deževno sezono kombinacija visoke plime, močnega deževja, velikega pretoka reke Saigon in Đồng Nai ter ugrezanja tal povzroči redne poplave v več delih mesta. Poplava enkrat na 100 let bi povzročila poplave na 23 % mesta.

## Uprava
Mesto Hošiminh je občina na enaki ravni kot vietnamske province, ki je razdeljena na 22 pododdelkov na ravni okrožja (od leta 2020):
- 5 podeželskih okrožij (1601 km² površine), ki so označena kot podeželska (huyện):
  - Củ Chi
  - Hóc Môn
  - Bình Chánh
  - Nhà Bè
  - Cần Giờ
- 16 mestnih okrožij (283 km² površine), ki so označena kot mestna ali primestna (quận):
  - Okrožja 1, 3, 4, 5, 6, 7, 8, 10, 11, 12
  - Gò Vấp
  - Tân Bình
  - Tân Phú
  - Bình Thạnh
  - Phú Nhuận
  - Bình Tân
- 1 podmesto (211 km² površine), ki je določeno za občinsko mesto (thành phố thuộc thành phố trực thuộc trung ương):
  - Thủ Đức

Nadalje so razdeljeni na 5 mest na ravni občin (ali mest), 58 občin in 249 okrajev (od leta 2020 glejte seznam upravnih enot HCMC spodaj).
1. januarja 2021 je bilo objavljeno, da bo okrožje 2, okrožje 9 in okrožje Thủ Đức konsolidirano, kar je odobril stalni odbor državne skupščine.

## Demografija
Hošiminh je imel po popisu 1. oktobra 2004 6.117.251 prebivalcev (od tega je imelo 19 notranjih okrožij 5.140.412 prebivalcev in 5 primestnih okrožij 976.839 prebivalcev). Rezultati popisa iz leta 2009 kažejo, da je v mestu 7.162.864 ljudi,  približno 8,34 % celotnega prebivalstva Vietnama, zaradi česar je mesto z največjo koncentracijo prebivalstva v državi. Po popisu leta 2019 ima Hošiminh več kot 8,9 milijona prebivalcev v ožjem mestu in več kot 21 milijonov v metropolitanskem območju.
Prebivalstvo mesta naj bi do leta 2025 naraslo na 13,9 milijona. Povečuje se hitreje od prejšnjih napovedi. Avgusta 2017 je župan mesta Nguyễn Thành Phong priznal, da so bile prejšnje ocene 8–10 milijonov drastično podcenjene. Metropolitansko območje, ki zajema večino delov jugovzhodne regije ter provinci Tiền Giang in provinci Long An, ki sta v načrtu, naj bi imelo površino 30.000 km² z populacijo 20 milijonov prebivalcev do leta 2020. Prebivalci mesta Hošiminh so običajno znani kot Sajgončani ali dân Sài Gòn v vietnamščini.

### Etnične skupine
Večina prebivalstva je etničnih Vietnamcev (Kinh), približno 93,52 %. Največja manjšinska etnična skupina mesta Hošiminh so Kitajci (Hoa) s 5,78 %. Cholon – v okrožju 5 in delih okrožij 6, 10 in 11 – je dom največje kitajske skupnosti v Vietnamu. Hoa (Kitajci) govorijo številne različice kitajščine, vključno s kantonščino, teočev (čaodžou), hokien, hainanese in haka; manjše število govori tudi mandarinsko kitajščino. Druge etnične manjšine so Kmeri z 0,34 % in Chami z 0,1 %.
Različne druge narodnosti, vključno s Korejci, Japonci, Američani, Južnoafričani, Filipinci in Britanci, prebivajo v mestu Hošiminh, zlasti v Thủ Đứcu in okrožju 7, kot izseljenci.

### Religija
Od 1. aprila 2019 mesto priznava 13 religij in 1.738.411 prebivalcev se opredeljuje za verne ljudi. Katolicizem in budizem sta prevladujoči veri v Sajgonu. Največ je katolikov, saj je po ocenah 845.720 vernikov, kar predstavlja približno 10 % prebivalcev,  sledi budizem s 770.220 privrženci. 56.762 prebivalcev je pripadnikov caodaizma, 45.678 je protestantov, 9.220 je muslimanov, 7220 (Hoa Hao budistov) in 2267 vietnamskih čistih budistov. Druge manjše religije so hinduizem, Tứ Ân Hiếu Nghĩa, Minh Sư Đạo, Bahá'í, Bửu Sơn Kỳ Hương in Minh Lý Đạo, ki predstavljajo manj kot 0,01 % prebivalstva mesta.

## Gospodarstvo
Mesto Hošiminh je gospodarsko središče Vietnama in predstavlja velik delež gospodarstva Vietnama. Čeprav mesto zavzema le 0,6 % površine države, vsebuje 8,34 % prebivalstva Vietnama, 20,2 % njegovega BDP, 27,9 % industrijske proizvodnje in 34,9 % projektov NTI v državi leta 2005.
Gospodarstvo Hošiminha sestavljajo industrije, od rudarstva, predelave morske hrane, kmetijstva in gradbeništva do turizma, financ, industrije in trgovine. Državni sektor predstavlja 33,3 % gospodarstva, zasebni sektor 4,6 %, preostanek pa tuje investicije. V gospodarski strukturi predstavlja storitveni sektor 51,1 %, industrija in gradbeništvo 47,7 %, gozdarstvo, kmetijstvo in drugo pa le 1,2 %.
Mesto in njegova pristanišča so del Pomorske svilne ceste 21. stoletja, ki poteka od kitajske obale prek Sueškega prekopa do Sredozemlja, tja do zgornjejadranske regije Trsta z železniškimi povezavami do srednje in vzhodne Evrope.
Quang Trung Software Park je park programske opreme, ki je v okrožju 12. Park je približno 15 km oddaljen od centra mesta Hošiminh in gosti podjetja za programsko opremo ter podjetja dot.com. Park vključuje tudi šolo za usposabljanje programerjev. Vlagatelji v Dot.com so tukaj opremljeni zmogljivostmi in storitvami, kot so stanovanja in hiter dostop do interneta, pa tudi z ugodno obdavčitvijo. Skupaj s parkom visoke tehnologije v Thủ Đứcu in 32 ha parka programske opreme znotraj cone za izvozno predelavo Tân Thuận v okrožju 7, Hošiminh želi postati pomembno visokotehnološko mesto v državi in regiji jugovzhodne Azije.
Ta park pomaga predvsem mestu in Vietnamu na splošno, da postane lokacija zunanjega izvajanja za druga podjetja v razvitih državah, kot je to storila Indija. Približno 300.000 podjetij, vključno s številnimi velikimi podjetji, je vključenih v visokotehnološko, elektronsko, predelovalno in lahko industrijo, pa tudi v gradbeništvo, gradbene materiale in kmetijske proizvode. Poleg tega je surova nafta priljubljena gospodarska baza v mestu. Investitorji še vedno vlagajo denar v mesto. Skupna lokalna zasebna naložba je znašala 160 milijard đồng (7,5 milijona USD)[95] z 18.500 na novo ustanovljenimi podjetji. Naložbeni trendi v visoko tehnologijo, storitve in nepremičninske projekte.
Od junija 2006 je imelo mesto tri cone izvozne predelave in dvanajst industrijskih parkov, poleg Quang Trung Software Parka in Hošiminh City hi-tech parka. Intel je v tovarno v mestu vložil približno milijardo dolarjev. V mestu je tudi več kot petdeset bank s stotinami poslovalnic in okoli 20 zavarovalnic. Stock Exchange, prva borza v Vietnamu, je bila odprta leta 2001. Obstaja 171 srednje velikih in velikih trgov ter več verig supermarketov, nakupovalnih centrov ter modnih in lepotnih centrov.

### Urbanizacija
Z zdajšnjim prebivalstvom 8.382.287 (po popisu 2010) (registrirani prebivalci plus delavci migranti ter 10-milijonsko prebivalstvo v metropolitanski regiji) mesto Hošiminh potrebuje povečano javno infrastrukturo. V ta namen so se mestne in centralne oblasti lotile prizadevanj za razvoj novih mestnih središč. Dva najvidnejša projekta sta središče mesta Thủ Thiêm v okrožju 2 in urbano območje Phú Mỹ Hưng, novo mestno središče v okrožju 7 (kot del projekta Saigon South), kjer so različne mednarodne šole, kot sta Sajgon South International School in Australian Royal Melbourne Institute of Technology se nahaja. Decembra 2007 je novo mestno središče Phú Mỹ Hưng dokončalo 17,8 km bulvar Nguyễn Văn Linh, širok 10–14 pasov, ki povezuje območja pristanišč Sajgon, izvozno predelovalno cono Tân Thuận z državno avtocesto 1 in območjem delte Mekonga. Novembra 2008 je svoja vrata odprl tudi popolnoma nov trgovski center Saigon Exhibition and Convention Centre. Drugi projekti so Grandview, Waterfront, Sky Garden, Riverside in Phú Gia 99. Novo mestno središče Phú Mỹ Hưnga je prejelo prvo nagrado Model New City Award vietnamskega ministrstva za gradbeništvo

## Turizem
Turistične znamenitosti mesta Hošiminh so v glavnem povezane z obdobji francoske kolonizacije in vietnamske vojne. V središču mesta je nekaj širokih bulvarjev v ameriškem slogu in nekaj francoskih kolonialnih stavb. Večina teh turističnih točk je v 1. okrožju in so si blizu. Najvidnejše strukture v središču mesta so Palača neodvisnosti (Dinh Thống Nhất),  Mestna hiša (Ủy ban nhân dân Thành phố), Mestno gledališče (Nhà hát thành phố, znano tudi kot Opera hiša), Mestna pošta (Bưu điện thành phố), Urad državne banke (Ngân hàng Nhà nước), Mestno ljudsko sodišče (Tòa án nhân dân thành phố) in stolnica Notre-Dame (Nhà thờ Đức Bà Sài Gòn), ki je bila zgrajena med letoma 1863 in 1880. Nekaj zgodovinskih hotelov so hotel Majestic, ki izhaja iz francoskega kolonialnega obdobja, ter hotela Rex in Caravelle, ki sta bila nekdanji zbirališči ameriških častnikov in vojnih dopisnikov v 1960-ih in 1970-ih.
Mesto ima različne muzeje, vključno: Muzej mesta Hošiminh, Zgodovinski muzej Hošiminha, Revolucionarni muzej, Muzej jugovzhodnih oboroženih sil, Muzej vojnih ostankov, Muzej južnjaških žensk, Muzej lepih umetnosti, Spominska hiša Nhà Rồng in relikvija podzemnih predorov Bến Dược. Predori Củ Chi so severozahodno od mesta v okrožju Củ Chi. Sajgonski živalski vrt in botanični vrtovi v okrožju 1 izvirajo iz leta 1865. Turistični in kulturni park Đầm Sen, zabaviščni in kulturni park Suối Tiên ter letovišče ob plaži Cần Giờ so tri rekreacijske lokacije v mestu, ki so priljubljene med turisti. Poleg občinskega gledališča obstajajo tudi druga mesta za zabavo, kot so gledališče Bến Thành, gledališče Hòa Bình in glasbeni oder Lan Anh. Mesto Hošiminh je dom na stotine kinematografov in gledališč, pri čemer prihodki kinematografov in dramskih gledališč predstavljajo 60–70 % celotnega prihodka Vietnama v tej panogi. Za razliko od drugih gledaliških organizacij v vietnamskih provincah in občinah prebivalci Hošiminha ohranjajo svoja gledališča aktivna brez podpore vietnamske vlade. Mesto je tudi dom večine zasebnih filmskih podjetij v Vietnamu.
Tako kot številna manjša vietnamska mesta se tudi mesto ponaša s številnimi restavracijami, ki strežejo značilne vietnamske jedi, kot sta phở ali rižev vermicelli. Popotniki, ki hodijo z nahrbtnikom, najpogosteje obiskujejo »Četrt popotnikov« na ulici Phạm Ngũ Lão in ulici Bùi Viện, okrožje 1.
Ocenjuje se, da je leta 2007 Vietnam obiskalo 4,3 milijona turistov, od tega jih je 70 odstotkov, približno 3 milijone turistov, obiskalo mesto Hošiminh. Glede na najnovejšo mednarodno turistično statistiko je mesto Hošiminh leta 2017 sprejelo 6 milijonov turistov.
Po Mastercardovem poročilu za leto 2019 je Hošiminh tudi drugo najbolj obiskano mesto v državi (18. v azijsko-pacifiški regiji) s 4,1 milijona mednarodnih obiskovalcev v letu 2018 (za Hanojem s 4,8 milijona obiskovalcev).

## Kultura
Zaradi svoje zgodovine so se umetniška dela na splošno zgledovala po zahodnih in vzhodnih slogih.
Znane umetniške lokacije v mestu Hošiminh so Muzej lepih umetnosti mesta Hošiminh in različne umetniške galerije na ulicah Nam Kỳ Khởi Nghĩa, Trần Phú in Bùi Viện.
Mesto goji močno kulturo hrane in pijače s številnimi obcestnimi restavracijami, kavarnami in stojnicami s hrano, kjer lahko domačini in turisti uživajo v lokalni kulinariki in pijači po nizkih cenah. Trenutno je uvrščeno med pet najboljših mest na svetu za ulično hrano.

## Mednarodni odnosi

### Pobratena mesta
Hošiminh je pobraten z:
- governorat Ahmadi, Kuvajt (2010)
- Almaty, Kazakstan (2011)
- Auvergne-Rona-Alpe, Francija (1998)
- Bangkok, Tajska (2014)
- provinca Champasak, Laos (2001)
- Pusan, Južna Koreja (1995)
- provinca Guangdong, Kitajska (2009)
- Guangši, Kitajska (2013)
- Leipzig, Nemčija (2021)[55]
- Lyon, Francija (1997)
- Manila, Filipini (1994)
- Minsk, Belorusija (2008)
- Moskva, Rusija (2003)
- prefektura Osaka, Japonska (2007)
- Phnom Penh, Kambodža (1999)
- Sankt Peterburg, Rusija (2005)
- San Francisco, ZDA (1995)
- provinca Šandong, Kitajska (2013)
- Šanghaj, Kitajska (1994)
- Sofija, Bolgarija (2015)
- Vientiane, Laos (2001)
- Vladivostok, Rusija (2009)
- Jangon, Mjanmar (2012)
- provinca Zhejiang, Kitajska (2009)

### Sodelovanje in prijateljstvo
Poleg pobratenih mest Hošiminh City sodeluje z:
- Barcelona, Španija (2009)
- Budipešta, Madžarska (2013)
- Daegu, Južna Koreja (2015)
- Ženeva, Švica (2007)
- Guangzhou, Kitajska (1996)
- Johannesburg, Južna Afrika (2009)
- Košice, Slovaška (2016)[56]
- Moskovska oblast, Rusija (2015)
- Severni teritorij, Avstralija (2014)
- Osaka, Japonska (2011)
- Queensland, Avstralija (2005)
- Sevilja, Španija (2009)
- Shenyang, Kitajska (1999)
- prefektura Šiga, Japonska (2014)
- Sverdlovska oblast, Rusija (2000)
- Toronto, Kanada (2006)
- Jokohama, Japonska (2009)